# Liste des monuments historiques de Fontvieille
Ce tableau présente la liste de tous les monuments historiques classés ou inscrits dans la ville de Fontvieille, Bouches-du-Rhône, en France.

## Liste
| Monument                                                                  | Adresse                                           | Coordonnées                      | Notice         | Protection | Date | Illustration                                                              |
| ------------------------------------------------------------------------- | ------------------------------------------------- | -------------------------------- | -------------- | ---------- | ---- | ------------------------------------------------------------------------- |
| Aqueducs de Barbegal                                                      | Route de l'Aqueduc                                | 43° 42′ 15″ nord, 4° 43′ 17″ est | « PA00081256 » | Inscrit    | 1937 | Aqueducs de Barbegal                                                      |
| Autel de la Coquille                                                      | Les Taillades                                     | 43° 43′ 36″ nord, 4° 44′ 37″ est | « PA00081257 » | Classé     | 1948 | Autel de la Coquille                                                      |
| Autel de la patrie                                                        | Site du moulin dit "Alphonse Daudet"              | 43° 43′ 24″ nord, 4° 42′ 44″ est | « PA00081258 » | Inscrit    | 1937 | Autel de la patrie                                                        |
| Bas-relief                                                                | Quartier des Taillades                            | 43° 43′ 27″ nord, 4° 44′ 12″ est | « PA00081259 » | Classé     | 1931 | Image manquante Téléverser                                                |
| Chapelle Sainte Marie du Castelet                                         | Ferme du Castelet à Montmajour route d'Arles D.17 | 43° 42′ 49″ nord, 4° 41′ 03″ est | « PA00081260 » | Inscrit    | 1926 | Image manquante Téléverser                                                |
| Chapelle Saint Victor                                                     | Chemin du Grand Clos                              | 43° 43′ 05″ nord, 4° 41′ 37″ est | « PA00081261 » | Inscrit    | 1926 | Chapelle Saint Victor                                                     |
| Château d'Estoublon                                                       | Route de Maussane                                 | 43° 44′ 09″ nord, 4° 44′ 32″ est | « PA00081262 » | Inscrit    | 1966 | Château d'Estoublon                                                       |
| Dolmen du Mas d'Agard                                                     | Mas d'Agard route de Barbegal                     | 43° 42′ 14″ nord, 4° 42′ 49″ est | « PA00135620 » | Inscrit    | 1995 | Image manquante Téléverser                                                |
| Dolmen de la Mérindole                                                    | Mas de Mérindole route de l'Aqueduc               | 43° 41′ 51″ nord, 4° 44′ 32″ est | « PA13000007 » | Inscrit    | 1996 | Image manquante Téléverser                                                |
| Hypogée de Bounias                                                        | Plateau du Castelet                               | 43° 42′ 33″ nord, 4° 41′ 04″ est | « PA00081264 » | Classé     | 1889 | Image manquante Téléverser                                                |
| Hypogée du Castelet                                                       | Plateau du Castelet                               | 43° 42′ 33″ nord, 4° 40′ 34″ est | « PA00081265 » | Classé     | 1900 | Hypogée du Castelet                                                       |
| Hypogée de Coutignargues                                                  | Plateau du Castelet                               | 43° 42′ 24″ nord, 4° 40′ 40″ est | « PA00081263 » | Classé     | 1894 | Image manquante Téléverser                                                |
| Hypogée des Fées                                                          | Montagne de Cordes                                | 43° 42′ 00″ nord, 4° 40′ 29″ est | « PA00081266 » | Classé     | 1894 | Image manquante Téléverser                                                |
| Hypogée de la Source                                                      | Plateau du Castelet                               | 43° 42′ 38″ nord, 4° 41′ 01″ est | « PA00081267 » | Classé     | 1889 | Image manquante Téléverser                                                |
| Meunerie romaine de Barbegal autrefois dite "Vestiges romains de Caparon" | Mas de Caparon                                    | 43° 42′ 10″ nord, 4° 43′ 16″ est | « PA00081274 » | Classé     | 1937 | Meunerie romaine de Barbegal autrefois dite "Vestiges romains de Caparon" |
| Moulin Ramet dit moulin de Rome                                           | Chemin de Montauban à moulin Daudet               | 43° 43′ 24″ nord, 4° 42′ 44″ est | « PA00081268 » | Classé     | 1931 | Image manquante Téléverser                                                |
| Moulin Saint-Pierre (ou moulin Ribet) dit moulin Alphonse Daudet          | avenue des Moulins                                | 43° 43′ 16″ nord, 4° 42′ 46″ est | « PA00081268 » | Classé     | 1931 | Moulin Saint-Pierre (ou moulin Ribet) dit moulin Alphonse Daudet          |
| Oratoire Notre-Dame                                                       | Route de Maussane                                 | 43° 43′ 43″ nord, 4° 44′ 17″ est | « PA00081269 » | Inscrit    | 1935 | Oratoire Notre-Dame                                                       |
| Oratoire Saint Roch et Saint Victor                                       | Route d'Arles                                     | 43° 43′ 13″ nord, 4° 41′ 51″ est | « PA00081270 » | Inscrit    | 1935 | Oratoire Saint Roch et Saint Victor                                       |
| Pigeonnier du château Légier                                              | 8 rue de la Tour                                  | 43° 43′ 23″ nord, 4° 42′ 04″ est | « PA00081271 » | Inscrit    | 1927 | Pigeonnier du château Légier                                              |
| Rocher sculpté la Coquille                                                | Les Taillades                                     | 43° 43′ 36″ nord, 4° 44′ 37″ est | « PA00081272 » | Classé     | 1923 | Rocher sculpté la Coquille                                                |
| Tour des Abbés                                                            | Rue de la Tour-des-Abbés                          | 43° 43′ 32″ nord, 4° 42′ 11″ est | « PA00081273 » | Inscrit    | 1927 | Tour des Abbés                                                            |